# Орябок китайський
Орябок китайський (Tetrastes sewerzowi) — вид куроподібних птахів родини фазанових (Phasianidae). Поширений у Китаї.

## Ареал
Ареал виду включає гори Південно-Східного Китаю, що знаходяться на сході Тибетського нагір'я. Населяє змішаний ліс з пересіченим рельєфом, мережею струмків, ярів, наявністю полян, а також ділянки лісу з великою кількістю хмизу.

## Опис
Довжина тіла: 33-36 сантиметрів. Вага тіла: самці важать 290–375 г, самиці 270–310 г. Від орябка відрізняється в першу чергу темнішим забарвленням оперення.

## Назва
Видова назва дана на честь М. Сєвєрцова — російського зоолога і мандрівника.